# فالمالا
فالملا (برغش) (بالإسبانية: Valmala, Burgos)‏ هي municipality of Spain تقع في إسبانيا في منطقة قشتالة وليون. يقدر عدد سكانها بـ 31 نسمة ومساحتها 17 كم2 وترتفع عن سطح البحر 997 متر.